# 切腹

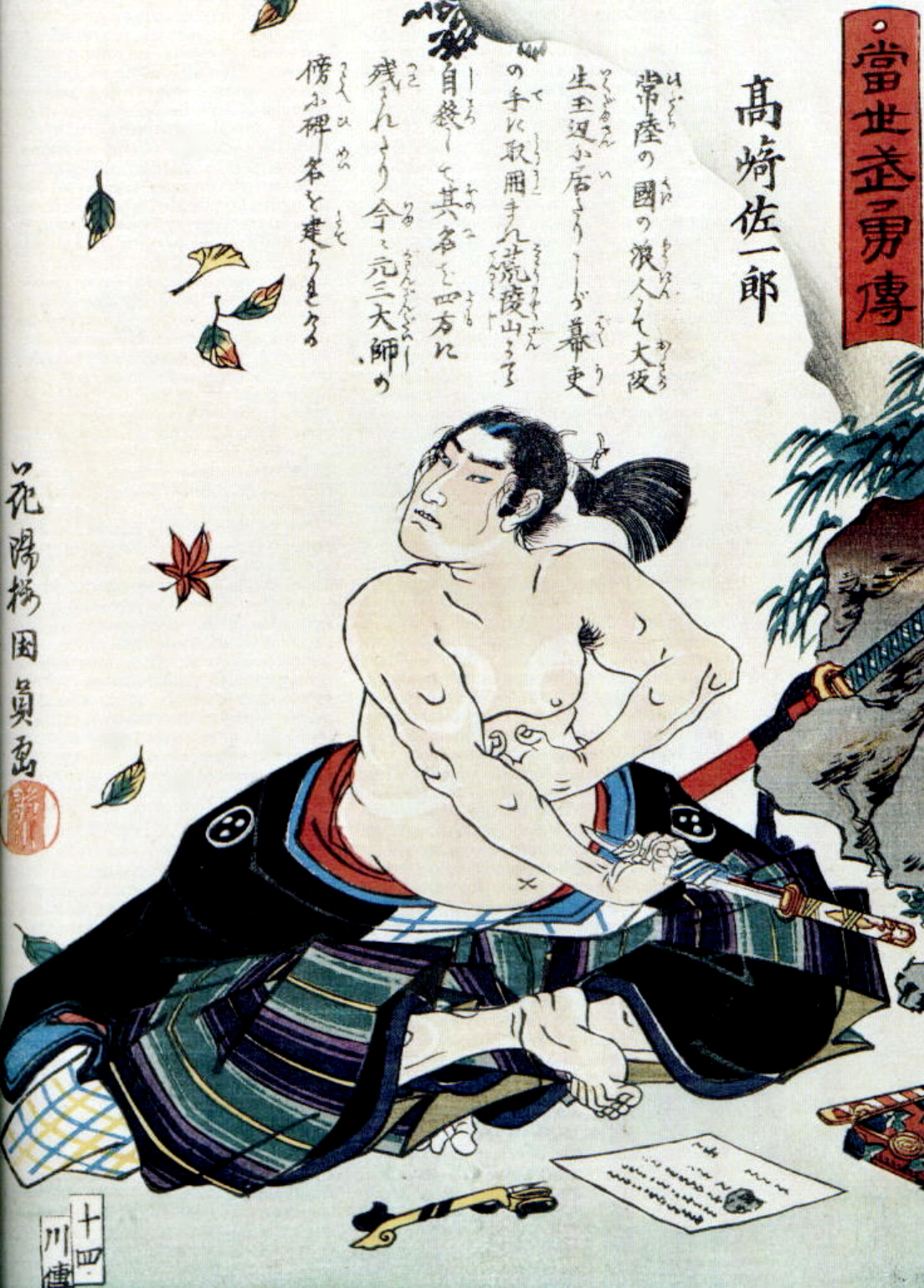
歌川員画《當世武勇傳——高崎佐一郎》，展示了武士切腹前的場景

切腹（日语：／ Seppuku */?）是用短刀等日本刀切開腹部的自殺儀式，主要為日本武士所實行，日本文化中，將切腹視為有尊嚴的死法。近代除了自殺，也用在處刑。也稱為腹切（／ Harakiri）、割腹（／ Kappuku）、或屠腹（／ Tofuku）。切腹自殺者日語稱為，而切腹人如為了追隨君主而自殺殉葬，則稱為「追腹」。切腹後產生劇痛，亦不太會即刻死亡，為了減輕痛苦，通常會找介錯，在最痛苦的一刻，将切腹者斬首。

## 歷史
中國自上古即有人使用類似的方法自殺，如戰國時代韓國的刺客聶政，但在日本，切腹是平安時代以後才廣泛流傳的自殺方法，一般認為藤原南家出身的藤原保輔是日本最早記載切腹的人；他用刀刺自己的腹部試圖自殺，第二天在獄中傷重而死。
日本封建時期武士如被主君賜死，相比起被視為不名譽的純粹斬首，切腹被視為武士最光榮的死法。但是日本戰國時代以前的武士，並沒有多流行切腹。通常被俘虜的高級武士，不願投降者，大多都是斬首，亦可能根據情況而被處以磔刑，而切腹只是作為自殺的一種手段，並未普遍認定切腹為最光榮的死法。
直到清水宗治之死，才讓切腹成為武士最光榮的死法，本能寺之變發生時，清水宗治被豐臣秀吉圍困於高松城，豐臣秀吉為了立即回去討伐「逆賊」明智光秀，要求清水宗治自盡，否則屠城。為了拯救城內軍民，清水宗治選擇自盡，他優雅地乘著小舟，又跳上一支舞蹈，才莊嚴肅穆地切腹，介錯人立刻斬首，這次的切腹的莊嚴受到在場的軍人們動容，明明在趕時間的豐臣秀吉在陣中一步都沒有移動，說：「要見證名將清水宗治的死」，甚至後來還感歎道：「清水宗治是武士之鏡。」
日本近代最有名的一次切腹事件是文學家三島由紀夫。1970年11月25日三島由紀夫交付了遺作《豐饒之海》的最後一部，隨後帶領4名楯會成員在日本陸上自衛隊東部總監部將師團長綁架為人質。三島在總監部陽臺向800多名自衛隊軍官發表演說，呼籲「真的武士」隨他發動軍事政變，推翻駐日盟軍司令部（GHQ）加諸日本政府的《日本國憲法第九條》，使自衛隊成為真的軍隊以保衛天皇和國家的傳統，但是沒有人響應。三島隨後從陽臺退入室內，按照日本傳統儀式切腹自殺。三島由紀夫在額際繫上了寫著「七生報國」字樣的頭巾，用白色的布將預備切腹的部位一圈圈緊緊地裹住，拿起短刀往自己的腹部刺下，割出了一個很大的傷口，腸子從傷口流出來。隨他同來的兩位楯會成員之一的森田必勝用名刀「關孫六」為三島進行介錯，但連砍數次都未能砍下他的頭顱，三島由紀夫難忍痛楚，試圖咬舌自盡，第四次介錯改由學習過居合道的楯會成員古賀浩靖執行，終於成功。之後森田必勝也切腹自殺（亦是由古賀浩靖進行介錯）。
至於日本武士為何會發展出切腹這樣的特殊死亡形式，明治時代撰寫《武士道》一書的新渡户稻造認為，這是因為古代日本人信仰「腹部乃是人靈魂、情感寄託之處」；事實上，由於腹部乃是神經密集之處，故切腹時會產生極大苦痛，讓人感到生不如死，因此能勇敢、凜冽地完成切腹的儀式，是最能夠凸顯一位武士不懼痛苦，堅持貫徹武士道之最有尊嚴死亡方式。

## 招式
最普通的方法，是在腹部切一刀的「一文字切」，由於一文字切並不容易直接致死，因此最后須由介错斩首。
在日本战国时代和江户时代初期，有一種切腹方式是直接於腹部割開十字形狀，直至失血過多死亡，這種切腹方法稱為「十文字切」。最後使用十文字切方式自殺的是1912年為明治天皇殉死的乃木希典大將。但是这种方法难度过高。其中一種是「無念腹」，把內臓拉出來等，是相當悽慘的場面。
切腹最高難度的是幕末尊王攘夷時期的土佐勤王黨創始人武市半平太的「三文字切」，在腹部橫著平行劃開三次創口，像漢字「三」一樣，這種切腹方式要忍受巨大的痛苦，由此在場的觀者將會受到巨大的震撼，切腹人也將會被看作是真正的武士。
亦有一些切腹者會以扇子或木刀來代替切腹用的小刀，作為形式上的切腹，事實上是被介錯人直接斬首而死。此即扇腹（扇腹）。

## 過程
一般有介錯人幫助的切腹儀式過程如下：

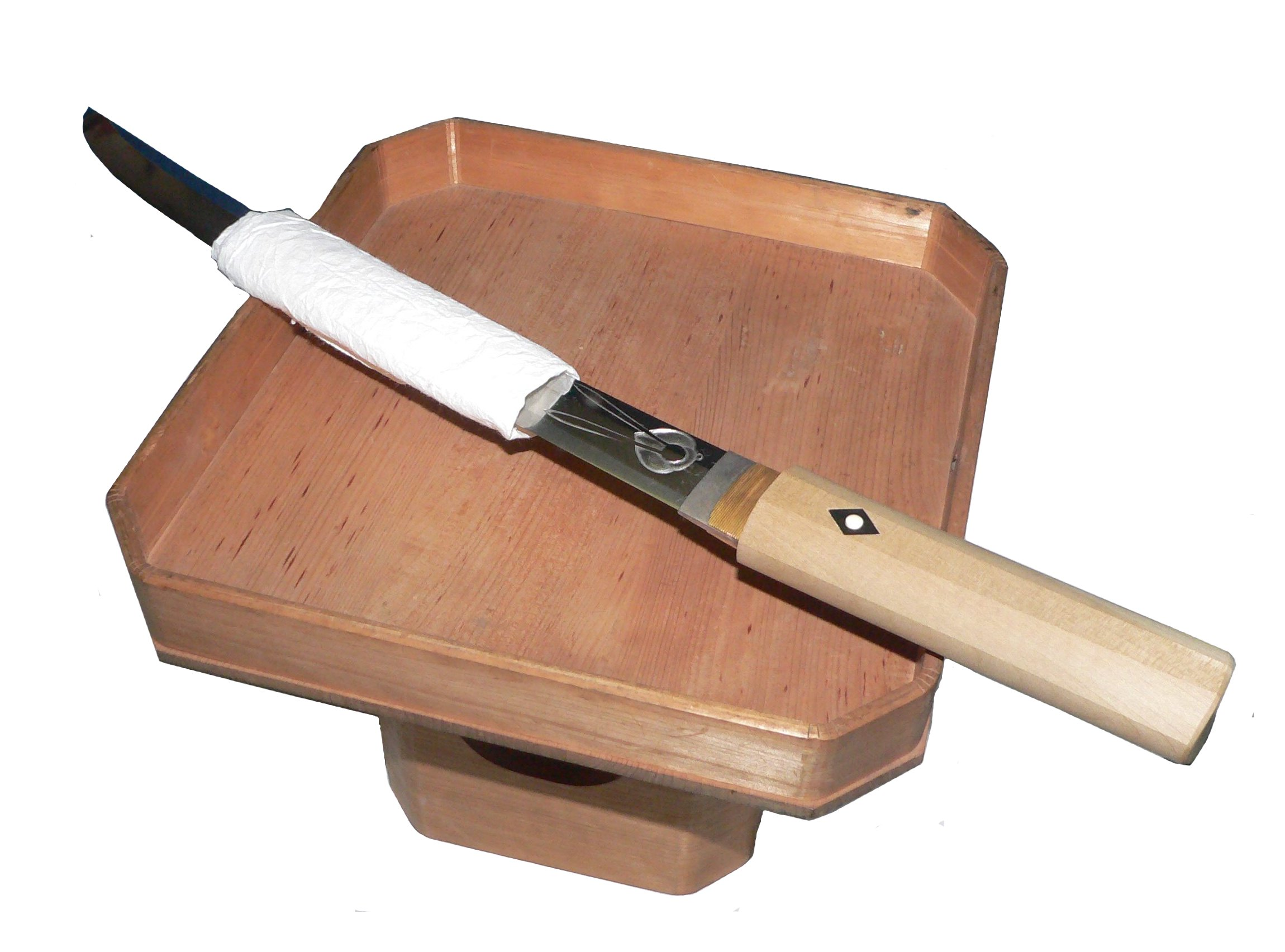
切腹用短刀，以奉書紙纏繞白刃

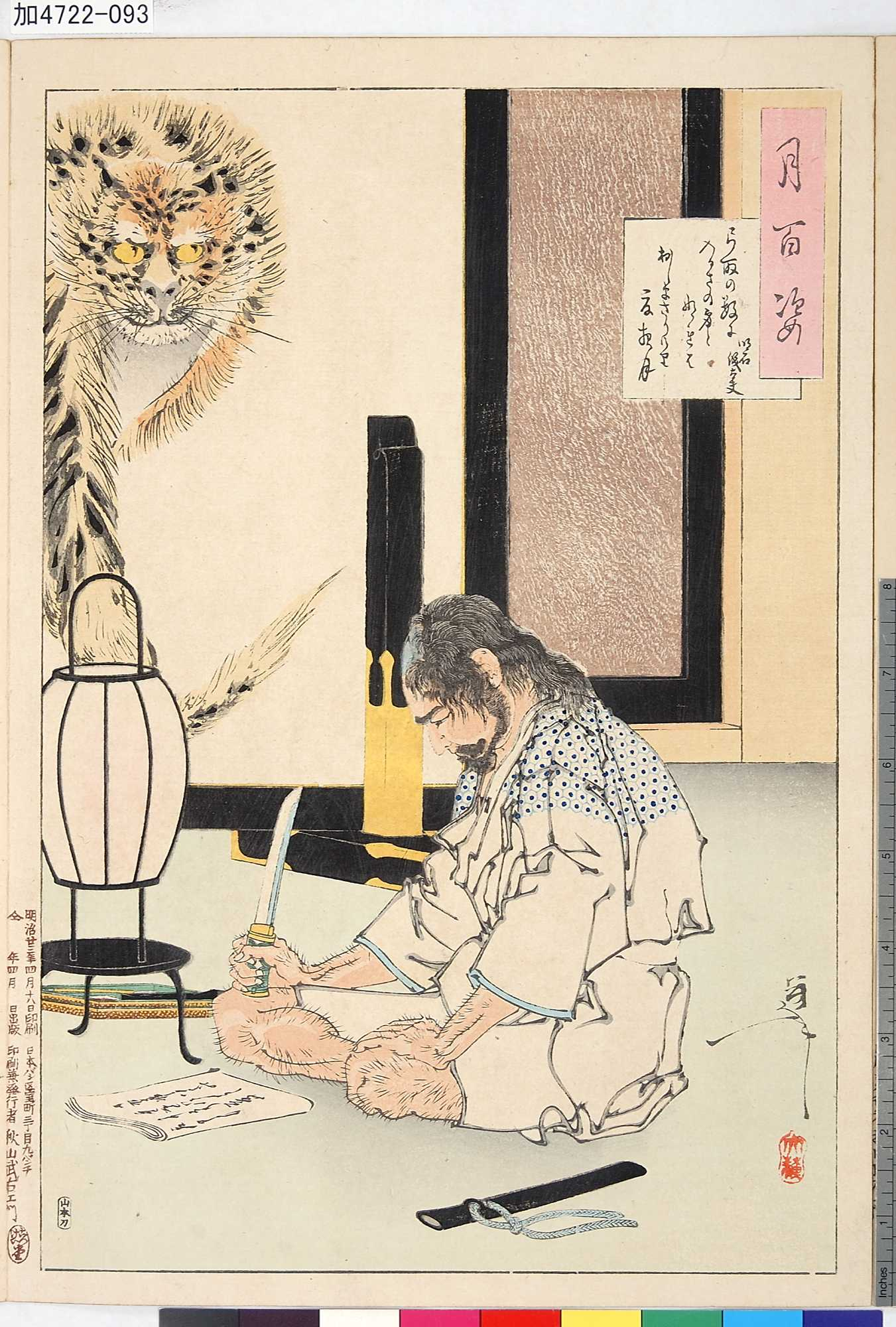
完成辭世之句，準備切腹

切腹自殺者穿著莊重服裝，用來切腹的刀放在他正前方。刀可能用特別的布料墊著。武士會作死亡的心理準備，例如寫作稱為辭世之句的詩歌。待他和身旁的介錯人助手準備好，切腹者會揭開身穿的和服，拿起刀，捅進自己腹部。切腹者首先從左至右的切割，然後作稍微向上的第二刀，讓其腸臟溢出。
切出第二刀之時，介錯人進行抱首，即揮刀向切腹者的脖子斬下，但不完全斬斷，讓頭和脖子仍有一絲牽連。由於這一刀要非常精確，介錯人一般是劍術高手。切腹者會和介錯人預先同意何時徹底完成斬首。
介錯人一般是切腹自殺者的親友。武士如果戰敗但輸得光榮，對手可能會為了向其勇氣致敬，而自願擔當介錯人。

## 女性切腹
日本最古老的女性切腹記錄是《播磨風土記》中淡海的女神切腹。從明治時期到太平洋戰爭結束也發生了很多的女性切腹事件。其堅定意志和女性切開腹部所體現出的悲愴美感吸引了很多人，從那以後關於女性切腹的文獻、小說、繪畫和影視等作品出現了很多。

### 引用
1. ↑  Donald Keene. . Columbia University Press. 2002: 712  [2014-08-22]. ISBN 978-0-231-12340-2. （原始内容存档于2020-10-20）.（英文）
2. ↑  摘自《日本新华侨报》 作者：周子其. . 中新网-华文报摘. 2008-11-20  [2023-11-10]. （原始内容存档于2023-11-10）.

### 书籍
- 千葉徳爾 著：『切腹の話－日本人はなぜハラを切るか』（講談社現代新書）講談社 1972年
- 千葉徳爾 著：『日本人はなぜ切腹するのか』 東京堂出版、1994年9月 ISBN 978-4-490-20248-9
- 山本博文 著：『切腹―日本人の責任の取り方』 光文社新書 2003年 ISBN 978-4-334-03199-2
- 山本博文 著：『武士と世間』 中央公論新社　2007年8月 ISBN 978-4-12-101703-1
- 福田陸太郎 監修，東京成徳英語研究会 編著：『OEDの日本語378』 論創社 2004年2月 ISBN 978-4-8460-0500-9
- 加藤徹 著：『怪力乱神』 中央公論新社　2007年8月 ISBN 978-4-12-003857-0 C0095
- モーリス・パンゲ、竹内信夫 译：『自死の日本史』（講談社学術文庫）2011年6月 ISBN 978-4-06-292054-4

## 外部連結
- 桐の會 （页面存档备份，存于） 日本女性切腹同好協會